# Торф'яна пожежа

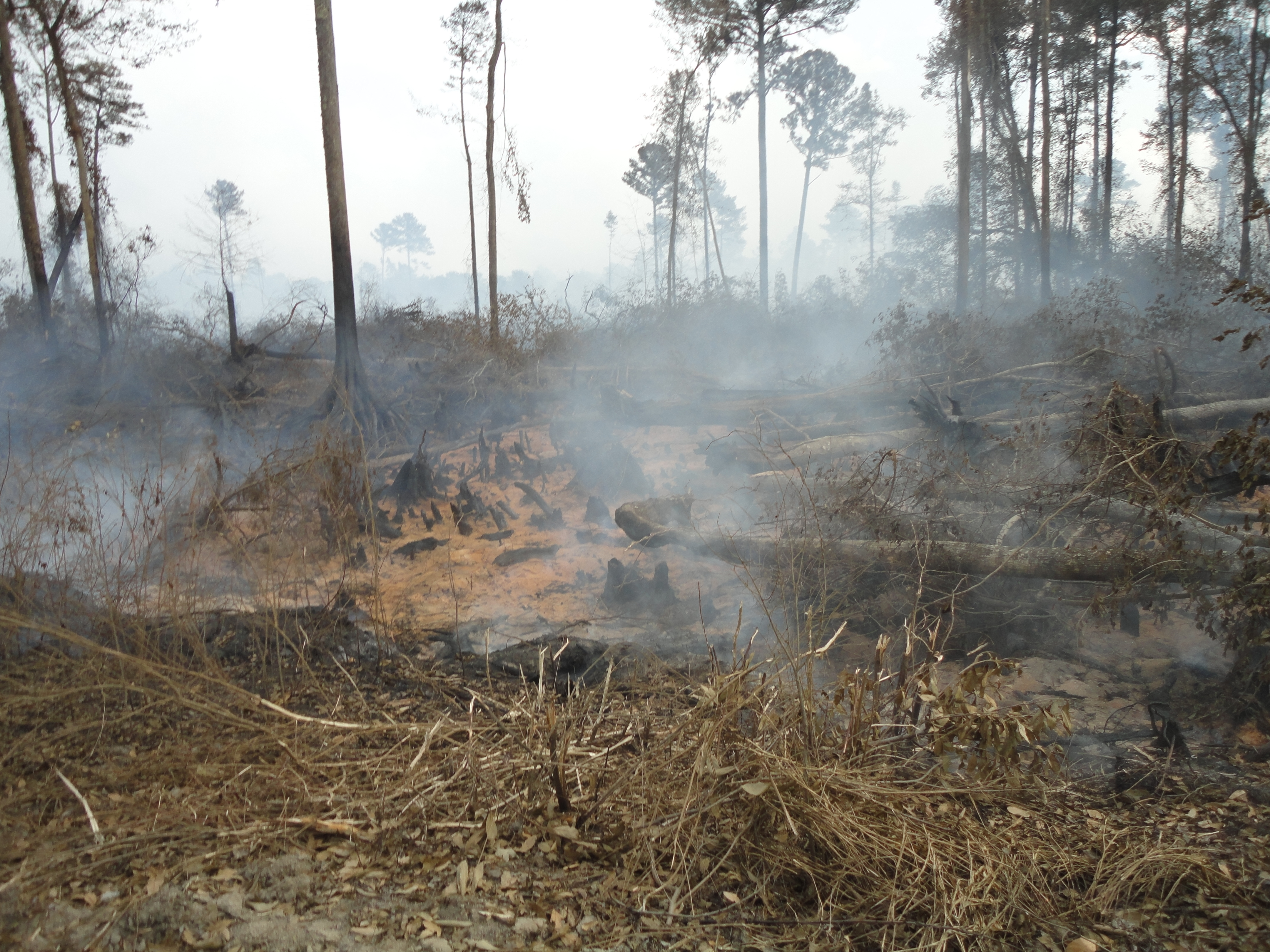

Торф'яна пожежа — неконтрольований процес димного горіння торфу внаслідок природного або штучного загоряння.
Через недостатню кількість окисника повне згоряння на торфовищі не відбувається. На швидкість згоряння торфу не впливають ні вітер, ні інші добові зміни погоди. Тому пожежі можуть тривати тижнями та місяцями. Оскільки у склад торфу входять сполуки, які згоряють повільно, то при пожежі виділяється значна кількість отруйного чадного газу і твердих та рідких продуктів піролізу.

## Виникнення пожеж

### Передумови
Перед загорянням торфу відбувається його самонагрівання з швидкістю від 0,5 до 4,5°C/добу і поступово прискорюється. Нагромадження продуктів життєдіяльності мікроорганізмів в анаеробних умовах призводять до поступового прогрівання маси торфу до 60 — 65 °C.
Торф'яні пожежі виникають коли вологість торфу не перевищує 40 %. Пожежі розпочинаються в основному в таких випадках: самозапалення торфу в посушливі
спекотні роки, внаслідок «людського фактору» або внаслідок «сухих гроз» (блискавки без злив).

### Перебіг пожеж
На початку горіння, коли температури у верхніх шарах торфу ще не досягли температур спалахування складових торф'яного бітуму (віск — 199 °C, парафіни — 98 °C, смоли — 129—166 °C), вони розплавлюються. Коли вода змочує бітум, то утворюється тверда водонепроникна маса. При гасіння пожежі вода не може попасти в нижчі шари торфу і процес тління продовжується. Під бітумними пластами торф вигорає, утворюючи порожнини.
Горіння торфу відбувається в декілька етапів. Після початкового полум'яного горіння воно переходить у гетерогенне тління. Коли тверда речовина прогрівається до температури, при якій починається її піроліз або виділення з неї горючих летючих компонентів, тління перетворюється на полум'яне горіння. Після того як цих речовин не залишається полум'яне горіння знову переходить у гетерогенне тління. Внаслідок цього після гасіння пожежі на одній ділянці, вона може перекинутися на інші ділянки.

## Гасіння торф'яних пожеж
Торф'яну пожежу можна подолати тільки ретельним перемішування тліючого торфу з великою кількістю води або снігу. Вибір способів гасіння пожежі залежить від площі пожежі, глибини залягання торфу, наявності поблизу водойм, під'їзних шляхів, наявної техніки і засобів для гасіння, рельєфом місцевості. Гасіння розпочинається з обкопування території огороджувальними канавами. Якщо ділянка загоряння торфу невелика, то спеціальні стволи вводяться на глибину горіння торфу і через них подається вода.